# Pas de panique
Pour plus de détails, voir Fiche technique et Distribution.
Pas de panique (titre espagnol : Pánico en la mafia) est un film franco-espagnol réalisé par Sergio Gobbi en 1965, d'après le roman d'Yvan Audouard.

## Synopsis
Pas de panique raconte l'histoire d'un braquage de 10 milliards, réalisé par un gang corse dirigé par un dénommé Toussaint (Pierre Brasseur). Le coup réussit. Mais une deuxième bande, celle de Zé (Alexandre Rignault), attaque la première grâce à un avion et s'empare du butin. Dans la guerre des gangs qui suit, Toussaint est grièvement blessé et perd ses deux jambes. Il jure alors de se venger. Mais cette affaire de "famille" dépasse bien vite les limites admises par le milieu. Le parrain de la pègre, Mathieu, condamne Zé à restituer la totalité de la somme volée...

## Fiche technique
- Titre : Pas de panique
- Titre espagnol : Pánico en la mafia
- Réalisateur : Sergio Gobbi, assisté de Dany Fog
- Scénario :  Andrés Dolera et Yvan Audouard d'après son roman éponyme (Plon, 1963).
- Dialogue : Gilles Durieux
- Musique : Alain Barrière
- Sociétés de production :  Procinsa (Espagne) - Paris-Cannes Productions et Winner Films Production (France)
- Format :  Noir et blanc - 2,35:1 - 35 mm - Son mono
- Genre : film policier
- Durée : 85 min.
- Date de sortie : 10 août 1966

## Distribution
- Pierre Brasseur : Toussaint
- Pierre Massimi : Antoine
- Alain Barrière : Jo
- Roland Lesaffre : François
- Alexandre Rignault : Zé
- Eduardo Fajardo
- Gina Manes
- Sylvia Solar
- Raoul Curet
- Davia : Pia